# Pamiętniki Barbie
Pamiętniki Barbie – kolejna część przygód Barbie, tym razem w roli zbuntowanej nastolatki. Film wyprodukowany w 2006 roku.

## Fabuła
Barbie, uczennica II klasy liceum razem z przyjaciółkami gra w zespole na gitarze. Ma jedno marzenie – zostać nową reporterką w szkole, jednak jej marzenia legną w gruzach, gdy jej rywalka Raquelle zajmie jej miejsce w szkolnej telewizji, a przy tym znów odbierze jej wymarzonego chłopaka (Todda).
Barbie dostaje od sprzedawczyni pamiętnik otwierany za pomocą bransoletki. Z czasem Barbie myśli, że pamiętnik jest magiczny, bo wszystko zaczyna się układać. Jednak zaczyna rozumieć jak ważne jest przelewanie myśli na papier i odkrywa, że świat należy do odważnych, przez co odzyskuje utraconą przyjaźń, odkrywa swą miłość i przeznaczenie.